# نیسان آلمرا تینو
نیسان آلمرا تینو (Nissan Almera Tino) خودرویی است که در سال‌های ۲۰۰۰—۲۰۰۶در بارسلون و اسپانیا تولید شده‌است.
این خودرو در کلاس کامپکت ام‌پی‌وی قرار گرفته، طراحی آن خودروهای موتور جلو-محور جلو بوده است.